# Cryptoneurus muscicola
Cryptoneurus muscicola är en tvåvingeart som först beskrevs av Jean-Jacques Kieffer 1896.  Cryptoneurus muscicola ingår i släktet Cryptoneurus och familjen gallmyggor. Inga underarter finns listade i Catalogue of Life.